# Take Me to Your World / I Don't Wanna Play House
Take Me to Your World / I Don't Wanna Play House é o segundo álbum de estúdio da cantora e compositora country estadunidense Tammy Wynette. Foi lançado em 15 de janeiro de 1968 pela Epic Records.

## Commercial performance
O álbum atingiu o 3º lugar na parada de álbuns country da Billboard. Os dois singles do álbum, "I Don't Wanna Play House" e "Take Me to Your World foram lançados em 28 de julho e 8 de dezembro de 1967, respectivamente, e ambos chegaram ao 1º lugar na parada de singles country da Billboard, se tornando a segunda e terceira música de Wynette a chegar ao topo, seguindo seu dueto com David Houston, "My Elusive Dreams", do álbum de mesmo nome.

## Lista de faixas
| Lado A |                                 |                              |         |  |
| N.º    | Título                          | Compositor(es)               | Duração |  |
| 1.     | "I Don't Wanna Play House"      | Billy Sherrill, Glenn Sutton | 3:25    |  |
| 2.     | "Jackson Ain't a Very Big Town" | Vic McAlpin                  | 2:35    |  |
| 3.     | "Broadminded"                   | Jimmy Payne, Leona Williams  | 2:12    |  |
| 4.     | "Cry"                           | Charles "Churchill" Kohlman  | 2:44    |  |
| 5.     | "The Phone Call"                | Norris Wilson                | 1:55    |  |
| 6.     | "It's My Way"                   | Wayne Walker, Webb Pierce    | 2:20    |  |

| Lado B |                         |                              |         |  |
| N.º    | Título                  | Compositor(es)               | Duração |  |
| 1.     | "Take Me to Your World" | Billy Sherrill, Glenn Sutton | 2:45    |  |
| 2.     | "(Or) Is It Love"       | Ray Buzzeo                   | 2:28    |  |
| 3.     | "Fuzzy Wuzzy Ego"       | Hank Mills                   | 2:16    |  |
| 4.     | "Good"                  | Billy Sherrill, Glenn Sutton | 2:21    |  |
| 5.     | "Ode to Billie Joe"     | Bobbie Gentry                |         |  |

## Desempenho comercial

### Album
| Ano  | Paradas                    | Posição Alcancada |
| ---- | -------------------------- | ----------------- |
| 1968 | Country Albums (Billboard) | 3                 |

### Singles
| Ano  | Single                     | Paradas                     | Posição Alcançada |
| ---- | -------------------------- | --------------------------- | ----------------- |
| 1967 | "I Don't Wanna Play House" | Country Singles (Billboard) | 1                 |
| 1967 | "Take Me to Your World"    | Country Singles (Billboard) | 1                 |